# Hermbstaedtia quintasii
Hermbstaedtia quintasii är en amarantväxtart som beskrevs av Michel Gandoger. Hermbstaedtia quintasii ingår i släktet Hermbstaedtia och familjen amarantväxter. Inga underarter finns listade i Catalogue of Life.